# Kreuz Augsburg-West
Das Kreuz Augsburg-West stellt eine Kreuzung der Bundesautobahn 8 mit den autobahnähnlich ausgebauten Bundesstraßen B 2 und B 17 dar. Es ersetzte zu Beginn der 1990er Jahre eine einfache Anschlussstelle desselben Namens im Stadtgebiet Gersthofen.
Das Kreuz ist in Kleeblattform ausgeführt, wegen der Anpassung an verschiedene Höhenverhältnisse allerdings nicht exakt symmetrisch. Nach Norden verläuft die B 2 (Augsburg–Donauwörth), die autobahnähnlich ausgebaut ist und südlich der Anschlussstelle als B 17 ebenfalls autobahnähnlich weitergeführt wird, in Ost-West-Richtung die A 8 (München–Augsburg–Stuttgart).
Zunächst ist die A 8 von Augsburg nach München 6-streifig ausgebaut worden und in den folgenden Jahren auch die Strecke bis Ulm. Anders als bei der Anschlussstelle Augsburg-Ost sind die Fahrbahnen sowie die Dimensionen der Überführungen schon von Anfang an für den 6-streifigen Ausbau vorbereitet worden, so dass größere Umbaumaßnahmen nicht erforderlich wurden. Dies wurde im November 2015 erfolgreich abgeschlossen.
Vor einiger Zeit stand die Aufstufung der B 2 entweder zu einer Erweiterung der A 77 (Nürnberg–Donauwörth–Augsburg) oder zur A 91 (Feuchtwangen–Donauwörth–Augsburg) im Raum, so dass Augsburg-West zu einem Autobahnkreuz geworden wäre. Diese Planungen sind jedoch eingestellt worden.